# 이치하라 에츠코

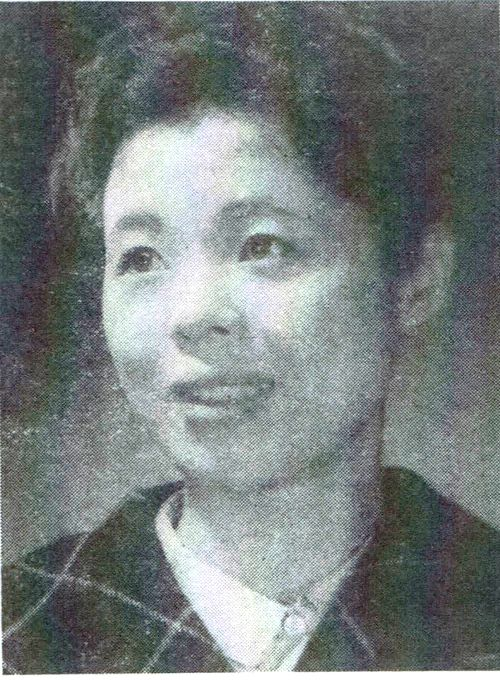

이치하라 에츠코(Etsuko Ichihara, 1936년 1월 24일 ~ 2019년 1월 12일)는 일본의 배우, 일본의 성우이다.
지바시에서 태어났으며 도쿄도에서 사망하였다. 사인은 심부전이다.

## 방송
- 낭독가게
- 5년째 혼자
- 검은 복음
- 형사 110킬로
- 반장 시즌1

## 영화
- 비눗방울 (2017년)
- 낭독가게 (2017년)
- 너의 이름은. (2016년) - 미야미즈 히토하 목소리 역
- 앙: 단팥 인생 이야기 (2015년) - 요시코 역
- 검은 복음  (2014년)
- 미요리의 숲 (2007년) - 그래니 목소리 역
- 발트의 낙원 (2006년)
- 가부와 메이 이야기 (2005년) - 메이 할머니 역
- 와라비노코 (2003년) - 렌 역
- 우나기 (1997년)
- 검은 비 (1989년)
- 행복 (1981년)
- 팔묘촌 (1977년)
- 청춘의 살인자 (1976년)
- 아아 코에 나키 토모 (1972년)
- 사무라이 반란 (1967년)
- 타인의 얼굴 (1966년)
- 키게키 (1962년)